# Imelda May
Imelda Mary Higham (Dublin, 10. srpnja 1974.), poznatija kao Imelda May, irska je glazbenica, producentica i kantautorica. Započela je glazbenu karijeru sa šesnaest godina, nastupajući s lokalnim grupama i glazbenicima u rodnom Dublinu, prije nego što je 2002. osnovala vlastitu grupu. Nakon objave debitantskog albuma No Turning Back (2003.), preselila se u London sa suprugom i gitaristom grupe, Darrelom Highamom.
Nakon gostovanja u BBC-evoj glazbenoj emisiji Večer s Joolsom Hollandom (2008.), izdala je svoj drugi studijski album Love Tattoo (2009.). May je surađivala i putovala na turnejama s brojnim glazbenicima nakon izlaska ovog albuma. 2009. osvojila je nagradu za najbolju žensku glazbenicu godine na Meteor Music Awards. Njen treći studijski album Mayhem, objavljen 2010., donio joj je nominaciju za Choice Music Prize.
Iako je prvenstveno poznata kao pjevačica, May je tekstopisac i multiinstrumentalistica, svira bodhrán, gitaru, bas-gitaru i tamburin. Opisana kao "jedinstven vokalni talent", May je prepoznatljiva po svom glazbenom stilu rockabilly preporoda, te je bila uspoređivana sa ženskim jazz glazbenicama kao što je Billie Holiday.

## Diskografija
Studijski albumi
- No Turning Back (2003.)
- Love Tattoo (2008.)
- Mayhem (2010.)